# 汉斯·施韦策
汉斯·施韦策（Hans Schweitzer，1901年7月25日—1980年9月15日），笔名妙尔尼尔（Mjölnir、Mjoelnir），是一位曾给纳粹党創作过很多海报的艺术家。在日耳曼多神教中，妙爾尼爾是雷神索尔的锤子的名字。
最早汉斯·施韦策是被約瑟夫·戈培爾招募而来绘制政治宣传海报的。海报上画的是纳粹党政敌们的漫画像，虽然粗糙，但能给人留下深刻印象。有一幅关于征兵的画上画的是并排站列的一位冲锋队员和一位陆军士兵。1937年，施韦策获得教授职称，并被任命为“帝国艺术设计专员”（Reich Commissioner for Artistic Design），同时担任帝国新闻插画家委员会（Reich Committee of Press Illustrators）主席。
战后，施韦策留在了被西方盟军占领的地区。去纳粹化期間，施韦策在被要求罚款500马克。后来，他为西德联邦新闻与信息办公室设计海报，亦曾在极右翼新闻社担任插画师。